# Zasiewanie żelazem
Zasiewanie żelazem – wprowadzenie związków żelaza do górnych warstw oceanu w celu stymulacji zakwitu fitoplanktonu.
Celem zasiewania związkami żelaza jest zwiększenie produkcji pierwotnej biomasy w oceanie oraz wpływ na redukcję dwutlenku węgla w atmosferze poprzez sekwestrację w oceanie. Eksperymenty naukowe dotyczące tej hipotezy, m.in. IronEx II w 1995 pokazały, że zakwity fitoplanktonu mogą być ograniczone w oceanie przez niedobór związków żelaza.